# Sieglseen

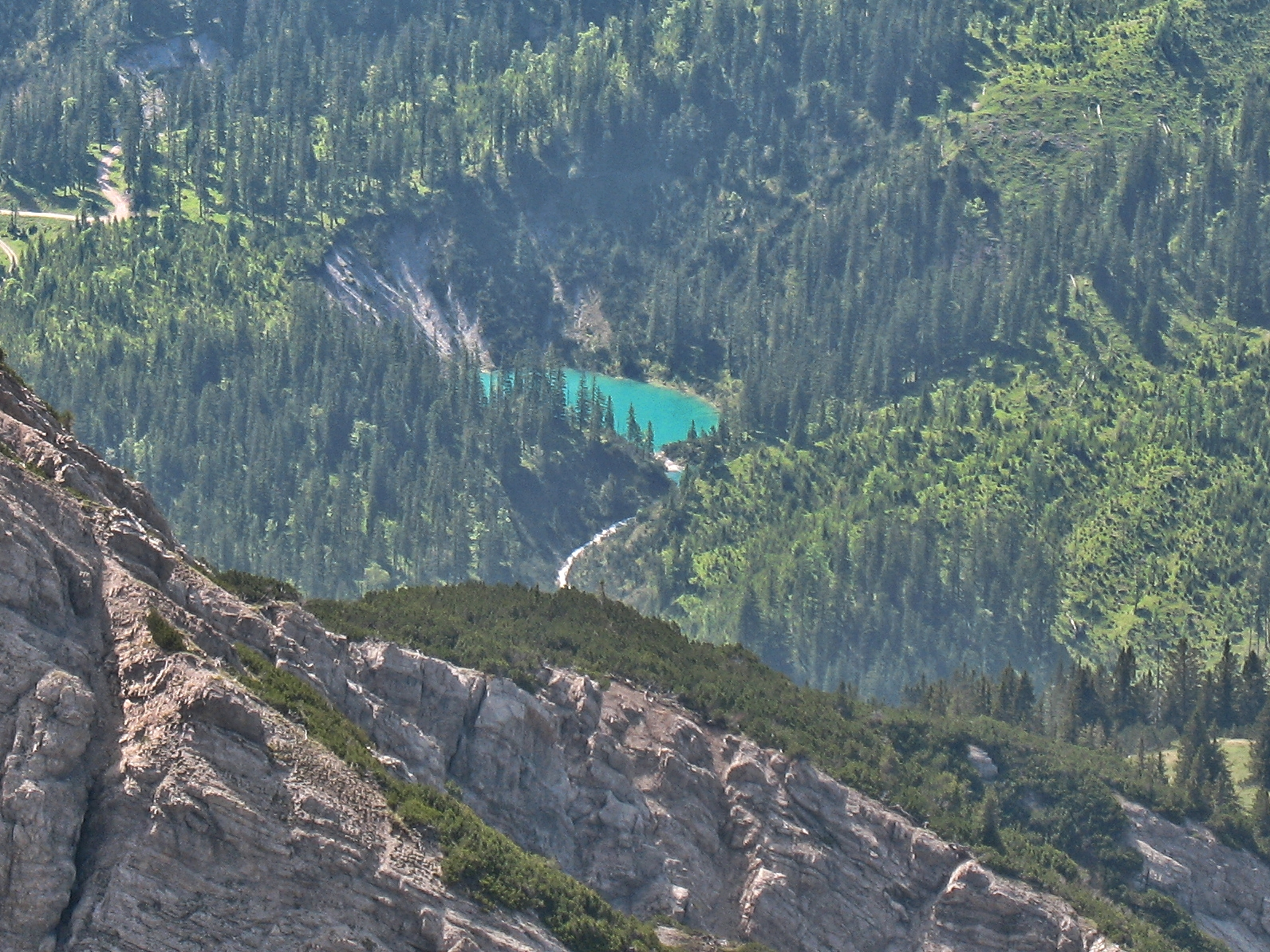
Der Große Sieglsee vom Kastenkopf (2129 m)

Die Sieglseen sind zwei auf 1205 Meter hoch gelegene, unmittelbar benachbarte, nahezu kreisförmige, Dolinenseen im Schwarzwassertal in Tirol. Der Große Sieglsee durchmisst etwa 100 Meter und ist ungefähr 30 Meter tief. Der Kleine Sieglsee hat etwa 30 Meter Durchmesser. Die Seen sind als Einsturztrichter in Raibler Schichten mit Sandsteinen, Tonschiefern und Rauhwacken entstanden. Die Seen entwässern über den Sieglseebach in den Schwarzwasserbach. Die tiefen und klaren Seen werden für den Tauchsport genutzt.